# قمر في النهار
قمر في النهار (بالكورية: 낮에 뜨는 달)؛ هو مسلسل تلفزيوني كوري جنوبي، بطولة كيم يونغ-داي، بيو يي-جين، أون جو-وان، جونغ وونغ إن. وهو مبني على ويبتونز الذي يحمل نفس الاسم المنشور على موقع نافير. عرض على ENA في 1 نوفمبر  الى 14 ديسمبر 2023، بث كل يومي الأربعاء والخميس الساعة 21:00 (KST).

## القصة
هان جون-اوه (كيم يونغ-داي) هو نجم كبير في كوريا، يبدو أنه شخص مثالي ذو مظهر رائع وسيم، لكنه مثقل بعقدة النقص. إنه ينتمي إلى بيجينج انترتينمنت، التي يديرها شقيقه الأكبر هان مين-اوه (اون جو-وان)، في أحد الأيام، يشارك هان جون-أوه في إعلان عام مع فتاة عاملة كانغ يونغ-هوا (بيو يي جين). أثناء تصوير الإعلان يقع حادث سيارة. تقوم يونغ-هوا بانقاذ هان جون-أو في الحادث. بعد ذلك، تبدأ يونغ-هوا العمل كحارس شخصي لـ هان يون-اوه. في هذه الأثناء، بعد حادث السيارة وعندما استيقظ هان جون-اوه، أصبح جسده ممسوسًا بالروح الانتقامية لـ دو ها، (كان دو ها نبيلًا في شيلا وقتل على يد زوجته هان ري تا (بيو يي جين)، التي أحبها بشدة.

## طاقم
- كيم يونغ-داي في دور هان جون أوه / دو ها[1][7]

1. هان جون أوه: نجم مشهور يعاني من انعدام الأمان.
2. دو ها: أرستقراطي من النخبة من شلا.

- بيو يي-جين في دور كانغ يونغ هوا / هان ري تا[7]

1. كانغ يونغ هوا: عاملة إطفاء تصبح حارس شخصي لهان جة اوه.
2. هان ري تا: الناجي الوحيد من عائلة نبيلة من دايجاي.

- أون جو-وان في دور هان مين أوه: الأخ الأكبر لـ جون اوه وهو الرئيس التنفيذي لوكالته بيجينج انترتينمنت.[7]
- جونغ وونغ إن في دور سوك تشول هوان: الرئيس التنفيذي السابق لشركة  بيجينج انترتينمنت الذي فقد شركته لصالح مين اوه وأصبح بلا مأوى.[7]
- مون يي وون في دور تشوي نا يون[8]

## المشاهدات
| الموسم | الموسم | رقم الحلقة | رقم الحلقة | رقم الحلقة | رقم الحلقة | رقم الحلقة | رقم الحلقة | رقم الحلقة | رقم الحلقة | رقم الحلقة | رقم الحلقة | رقم الحلقة | رقم الحلقة | رقم الحلقة | رقم الحلقة  | المتوسط     |
| الموسم | الموسم | 1          | 2          | 3          | 4          | 5          | 6          | 7          | 8          | 9          | 10         | 11         | 12         | 13         | 14          | المتوسط     |
| ------ | ------ | ---------- | ---------- | ---------- | ---------- | ---------- | ---------- | ---------- | ---------- | ---------- | ---------- | ---------- | ---------- | ---------- | ----------- | ----------- |
|        | 1      | 381        | 357        | 448        | 342        | 393        | 343        | 372        | 404        | 388        | 347        | 357        | 374        | 325        | ستُعلن لاحقًا | ستُعلن لاحقًا |

| الحلقات | تاريخ البث     | تقييمات (نيلسن كوريا) | تقييمات (نيلسن كوريا) |
| الحلقات | تاريخ البث     | علي الصعيد الوطني     | سيئول                 |
| ------- | -------------- | --------------------- | --------------------- |
| 1       | 1 نوفمبر 2023  | 1.581%                | 1.320%                |
| 2       | 2 نوفمبر 2023  | 1.625%                | 1.498%                |
| 3       | 8 نوفمبر 2023  | 1.974%                | 2.056%                |
| 4       | 9 نوفمبر 2023  | 1.530%                | 1.383%                |
| 5       | 15 نوفمبر 2023 | 1.510%                | 1.404%                |
| 6       | 16 نوفمبر 2023 | 1.356%                | 1.168%                |
| 7       | 22 نوفمبر 2023 | 1.506%                | 1.732%                |
| 8       | 23 نوفمبر 2023 | 1.541%                | 1.547%                |
| 9       | 29 نوفمبر 2023 | 1.666%                | 1.834%                |
| 10      | 30 نوفمبر 2023 | 1.623%                | 1.396%                |
| 11      | 6 ديسمبر 2023  | 1.757%                | 2.177%                |
| 12      | 7 ديسمبر 2023  | 1.622%                | 1.418%                |
| 13      | 13 ديسمبر 2023 | 1.463%                | 1.600%                |
| 14      | 14 ديسمبر 2023 | 1.935%                |                       |
| متوسط   |                |                       |                       |

## الإنتاج
المسلسل من اخراج بيو مين سو (مخرج KBS سابقا)، الذي شارك في اخراج مسلسلات مثل العالم الذي يعيشان به، منزل مليئ بالحب، آيريس 2 ، ومن تخطيط كي تي استوديو وإنتاجه بواسطة اي ويل ميديا.

### الاصدار
في الاصل، كان من المقرر عرض المسلسل في 25 اكتوبر، ولكن تم تأجيلة الي 1 نوفمبر 2023، نتيجة لتأخر انتهاء يوم الإختطاف بسبب بث العاب الرياضة.

## روابط خارجية
- الموقع الرسمي
 (بالكورية)
- قمر في النهار على موقع IMDb (الإنجليزية)
- قمر في النهار على موقع قاعدة بيانات الفيلم (الإنجليزية)
- قمر في النهار على هانسينما